# یاختی-کول
یاختی-کول (به لاتین: Yakty-Kul) یک منطقهٔ مسکونی در روسیه است که در باشقیرستان واقع شده‌است.